# Volcà de Montolivet
El Montolivet és un volcà situat a la ciutat d'Olot (la Garrotxa), a 250 metres del riu Fluvià, recolzat en la serra de la Pinya i a poca distància del volcà del Montsacopa. Té una superfície de 22ha i és reserva natural del parc natural de la zona volcànica de la Garrotxa, segons la Llei 2/1982.
Al capdamunt, al vessant est, hi ha una torre defensiva, similar a les torres del volcà del Montsacopa i de les Bisaroques. El barri olotí de Sant Pere Màrtir, amb cases blanques esgraonades, s'enfila per la seva falda.
Va tenir dues fases eruptives: la primera, estromboliana, va emetre greda i blocs en forma d'escòria i bomba. Aquesta fase va ser explosiva i va originar el con volcànic.
La segona fase va generar una colada de lava basanítica que va arribar fins a la riera de Riudaura, el flux de la qual va fer que el cràter del volcà tingués forma de ferradura, esbocat cap al nord-est. La gredera nord-oest del volcà de Montolivet és considerada d'interès excepcional.
El volcà es troba sobre la mateixa fractura que el Montsacopa i la Garrinada.
Anteriorment, s'anomenava Puig de la Rovira, fins al segle xvii, quan els frares caputxins li van canviar el nom pel de Montolivet.
Els flancs del volcà de Montolivet estan coberts de bosc: alzinar a la solana i roureda a l'obac, recuperat després de la desforestació que es va produir durant els anys de la postguerra; el fons del cràter és ocupat per conreus. Al sector sud-oest, s'ha produït una substitució del bosc pel matollar.